# Cima di Mezzo
A Cima di Mezzo az észak-olaszországi Dolomitokban található Cristallo-hegység második legmagasabb csúcsa. Tengerszint feletti magassága 3154 méter. Elsőként John Stafford Anderson brit alpinista mászta meg, Santo Siorpaes és Giuseppe Tomasc Ghedina helybéli hegyi vezetők kíséretében, 1881. augusztus 6-án, a délnyugati falon át.

## Fekvése
Egyike a Cristallo-hegység négy legmagasabb csúcsának. Magasságban csak a névadó főcsúcs, a Monte Cristallo (3221 m) előzi meg, további 3000 méter fölötti társai az alig 2 méterrel alacsonyabb, de igen nehezen megmászható Piz Popena (3221 m) és a hegyes kúp alakú Cristallino d’Ampezzo (3008 m). A Cima di Mezzo anyaga fődolomit. Falai viszonylag könnyen mászhatók, emiatt igen kedvelt alpinista célpont, sokan látogatják.
A Cima di Mezzo (neve szó szerint „középső ormot” jelent) a Cristallo-hegység középpontjában emelkedik, a hegycsoportot középen kettémetsző, 2918 m magas Staunies-hágó (Forcella Staunies) és a Monte Cristallo főcsúcs között. Utóbbitól egy 150 m mély, névtelen csorba („Scharte zum Cristallo”) választja el. A Staunies-hágóból a csúcsra felfutó északnyugati fal lábánál áll a Guido Lorenzi-menedékház (rifugio), a hegymászók és túrázók fontos bázisa és pihenőhelye. Fekvésénél fogva (szép időben) valódi napozóteraszként is szolgál. A Cima di Mezzo meredeken leszakadó nyugati falának lába a Staunies-árokban (Grava Staunies) végződik. E meredek, lefelé szélesedő törmelékvályú fölött jön fel Son Forca nevű „buborékos” felvonó a Son Forca-menedékháztól a Staunies-hágóba, a Lorenzi menedékház közelébe. (A Son Forca-menedékházhoz az alsó felvonóval jutunk fel, melynek völgyállomása a Rio Gere-étteremnél, a Tre Croci-hágó mellett van. A Cima di Mezzo északkeleti falának árnyékában találjuk az eltűnőben lévő Cristallo-gleccser (Ghiacciaio del Cristallo) maradványait.

## Meghódítása
A Cristallo-hegység többi nagy csúcsához képest a Cima di Mezzo első megmászására viszonylag későn került sor. 16 évvel a Monte Cristallo főcsúcs, és 11 évvel a szomszédos Piz Popena meghódítása után, 1881-ben John Stafford Anderson brit hegymászó, két helybéli hegyi vezetővel Santo Siorpaes-szel és Giuseppe Tomasc Ghedinával együtt a Grava Staunies nevű meredek törmelékkatlanból indulva a délnyugati falon közvetlen utat talált a csúcsra. Öt évvel később, 1886-ban a schluderbachi Michel Innerkofler és kísérője megmászta a nagyrészt jéggel borított északkeleti falat. 1907-ben Richard Löschnernek sikerült az északi gerincen felhatolnia. A két utóbbi útvonalat azóta az UIAA-skála szerinti III. nehézségi fokozatba sorolták. A déli gerinc sokkal nehezebb útja még évekig meghódítatlan maradt. Végre 1913 nyarán két magyar hegymászónőnek, Eötvös Loránd két leányának, Ilonának (1880–1945) és Rolandának (1878–1953) sikerült ezen az úton feljutni a csúcsra, Antonio Dimai cortinai hegyi vezető kíséretében. A déli gerinc útját az UIAA-skála szerint IV. nehézségi fokozatba sorolták. Ez az útvonal a modern hegymászók számára már „klasszikus” mászóútnak számít.

## Legkönnyebb út a csúcsra

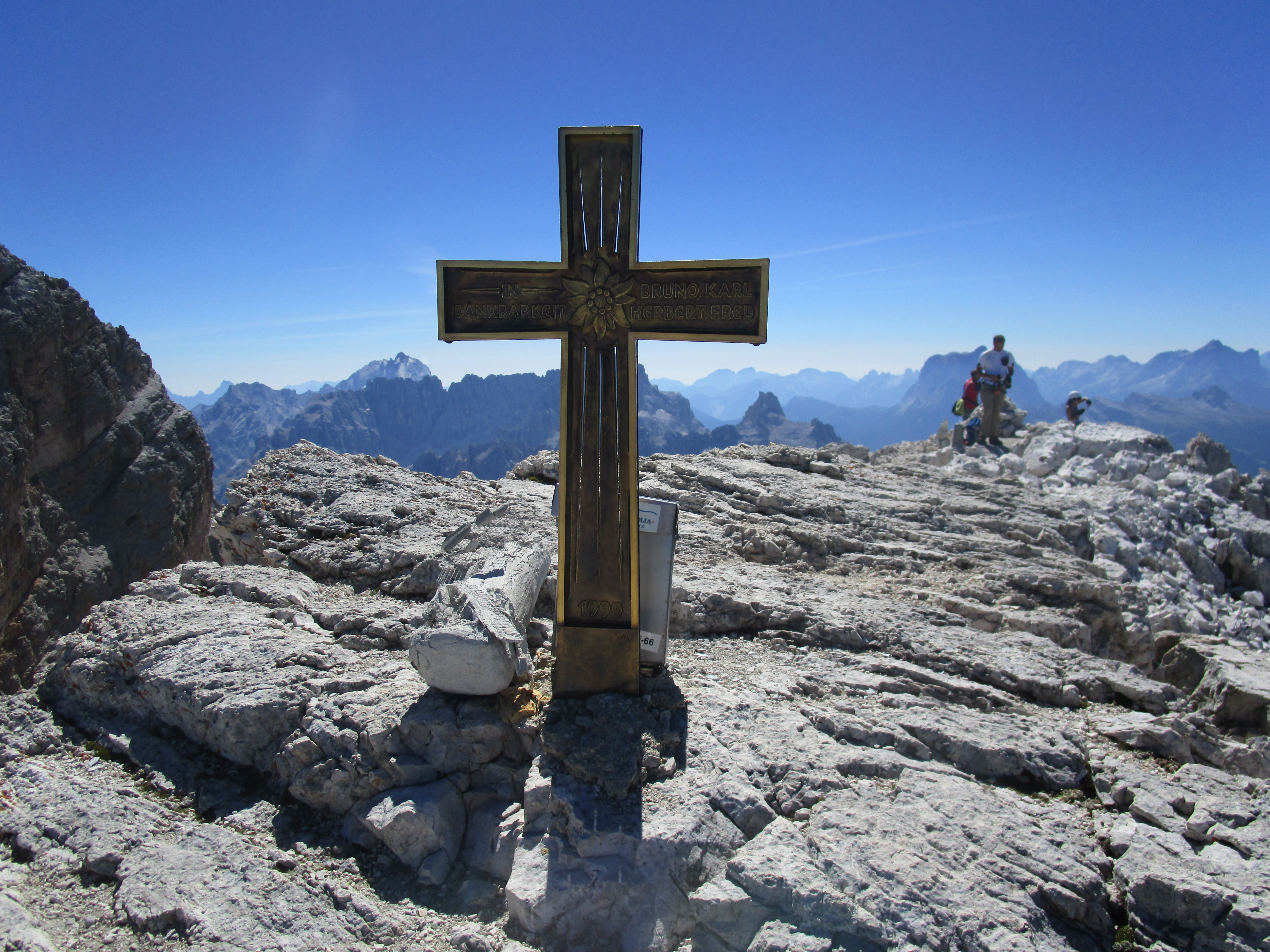
Csúcskereszt a Cima di Mezzón

A Cima di Mezzo a Cristallo-hegycsoport egyik leggyakrabban látogatott hegycsúcsa. A csúcsra vezető legkönnyebb út a Marino Bianchi vasalt mászóút (via ferrata), melyet 1973-ban a „Cortinai mókusok” (Scoiattoli di Cortina) nevű alpesi klub tagjai építettek ki. Nevét a csapat korábbi tagjának, Marino Bianchi hegymászónak emlékére, aki néhány évvel korábban a Fanes-hegységben lezuhant és életét vesztette. A C/D nehézségi fokozatú vasalt mászóút három vaslétrát is tartalmaz. Az északnyugati fal gerincén át mintegy másfél órás mászással vezet a Cima di Mezzo csúcsára.
A mászóút kiinduló pontja a Guido Lorenzi-menedékház előtti terasz (2.932 méter magasan). Idáig feljuthatunk kábelfelvonóval is: az alsó felvonó völgyállomása az SS-48-as közúton, a Tre Croci-hágó melletti Rio Gere étteremnél van, a felső felvonóra átszálló állomás a Son Forca-menedékháznál, 2235 méteren. Az út első szakasza könnyű gyalogmenet, kisebb emelkedőkkel, lejtőkkel. Rövidesen egy árnyékos vályún kell átkelni, itt hómaradványokra, esetleg jeges firnmezőre kell számítani. A vályú egy csorbába vezet, innen ismét könnyű terepen jutunk az első vaslétráig. Ezen felmászva egy B/C nehézségi fokozatú szakasz, majd egy törmelék-plató következik, ide csatlakozik be lejövő út. Innen az út nehezebbé, megerőltetőbbé válik. A második vaslétra a Vörös-torony (Roter Turm) nevű kiemelkedésre vezet, innen a harmadik, utolsó vaslétra vezet fel az út legnehezebb pontjára (C/D fokozatú hely). Közel függőleges hasadékban kell felmászni, a falba becsavarozott mászócsapokra lépve, a csúcsgerincig, itt a legmagasabb pont közelében áll a Cima di Mezzo csúcskeresztje. A hegycsúcsról rendkívül látványos körkilátás nyílik: északon a Pragsi-Dolomitokra, benne a Hohe Gaisl-csúcsra, és a Sexteni-Dolomitok tömbjeire, a 3145 m magas Dreischusterspitze-re (Punta dei Tre Scarperi) és a Drei Zinnen-re, délen az Antelao, a Sorapiss, a Monte Pelmo és a Civetta ormaira, délnyugaton a Marmolada gleccserére, nyugaton a Tofanák falára. A körkilátást csak délkeleti irányban takarja ki a közvetlenül mellette tornyosuló Monte Cristallo főcsúcs tömbje.
A csúcsról visszatérők a Lorenzi-menedékháztól nehéz gyalogtúrával vagy a kábelfelvonóval juthatnak vissza a Rio Gere étteremhez. Az Ampezzói-völgybe való visszatéréshez választhatjuk a könnyebb Ivano Dibona túrautat (Sentiero Ivano Dibona) is, mely csak B nehézségi fokozatú, viszont igen hosszú, minimum 8 órát vesz igénybe, ezért tovább indulás előtt érdemes a Lorenzi-menedékházban éjszakázni.